# 灰樹袋鼠
灰樹袋鼠（学名：Dendrolagus inustus）是一種樹袋鼠。牠們分佈在新畿內亞北部及西部的森林。牠們亦有分佈在亞彭島，但在薩拉瓦提島及衛古島是否存在則不明。

## 保育狀況
其被列為《瀕危野生動植物種國際貿易公約》附錄二的物種，被限制出口及貿易。